# Protestas por la muerte de Tyre Nichols
Las protestas por el asesinato de Tyre Nichols comenzaron el 27 de enero de 2023, luego de la publicación de la cámara corporal de la policía y las imágenes de vigilancia que mostraban a cinco oficiales afroamericanos del Departamento de Policía de Memphis golpeando a Nichols, un hombre de 29 años. El asalto policial a Nichols ocurrió el 7 de enero de 2023 y murió tres días después en un hospital. Posteriormente, los cinco agentes fueron despedidos y acusados de asesinato en segundo grado. Las protestas surgieron por primera vez en Memphis, Tennessee, y se extendieron a varias ciudades de los Estados Unidos. Los manifestantes exigieron la responsabilidad legal de los agentes responsables de la muerte de Nichols y de la promulgación de medidas de reforma policial.

## Fondo
El 7 de enero de 2023, aproximadamente a las 8:21 pm CDT, cinco oficiales del Departamento de Policía de Memphis (MPD) detuvieron a Nichols bajo sospecha de conducción imprudente en la intersección de Raines Road y Ross Road. Nichols comenzó a huir del vehículo después de la agresión física inicial de la policía y comenzó a quejarse de dificultad para respirar. Durante el incidente, Nichols logró escapar. Cuando los oficiales alcanzaron a Nichols, lo golpearon durante unos tres minutos, le dieron puñetazos y patadas en la cabeza y lo golpearon en la espalda con una porra mientras estaba inmovilizado. Tres días después, Nichols murió. El 20 de enero, el MPD despidió a los oficiales involucrados en el incidente. El 24 de enero, los hallazgos preliminares de una autopsia privada encargada por la familia de Nichols encontraron que Nichols murió por «un sangrado extenso causado por una fuerte golpiza». El 26 de enero, los cinco agentes fueron acusados de asesinato en segundo grado.
El 27 de enero, la ciudad de Memphis publicó la cámara corporal y las imágenes de vigilancia del encuentro, que mostraban a los oficiales golpeando a Nichols nueve veces. La familia de Nichols y los líderes de la ciudad de Memphis se prepararon y convocaron a protestas pacíficas antes de la publicación del video.

## Protestas

### En Memphis
Las protestas comenzaron en Memphis el 27 de enero, tras la publicación de imágenes de la golpiza de Nichols. El capítulo de Memphis del movimiento Black Lives Matter inicialmente planeó reunirse en Martyrs Park; al darse cuenta de que el parque estaba cerrado, los manifestantes comenzaron a moverse hacia el puente Harahan lo largo de la carretera interestatal 55. Los manifestantes comenzaron a disiparse alrededor de las 9 tarde La familia de Nichols se reunió en Tobey Skatepark, un skatepark local en Memphis, para realizar una vigilia con velas por Nichols. Al día siguiente, la intersección donde golpearon a Nichols se convirtió en un sitio conmemorativo improvisado.
El 30 de enero, entre 30 — 35 manifestantes se reunieron en Shelby Farms Park, donde Tire Nichols contemplaba la puesta de sol, para protestar por su muerte.

### En otras partes de los Estados Unidos

#### 27 y 28 de enero
En Washington D. C., setenta y cinco personas se reunieron en Lafayette Square el 27 de enero, luego del lanzamiento de las imágenes. Los manifestantes comenzaron a marchar en la ciudad de Nueva York el mismo día. Durante las protestas, un manifestante saltó encima de un vehículo policial e intentó romper su parabrisas; el manifestante fue detenido. El Departamento de Policía de Nueva York declaró que el tráfico vehicular hacia el sur en Broadway estaba cerrado desde la calle 48 hasta la calle 42, mientras los manifestantes tomaban Times Square, y los manifestantes se reunían en Grand Central Terminal. Tres manifestantes fueron arrestados en la ciudad de Nueva York: uno por daños a un automóvil policial, otro por golpear a un oficial de policía y un tercero por un motivo sin rebelarse. Alrededor de una docena de manifestantes se reunieron frente a una estación de policía en Chicago. y en Boston, los manifestantes se reunieron en el Boston Common mientras se realizaba una vigilia en The Embrace. En Los Ángeles, se llevó a cabo una vigilia con velas en la sede del Departamento de Policía de Los Ángeles. La vigilia se intensificó rápidamente cuando la policía y los manifestantes se enfrentaron. En Columbus, decenas de personas se reunieron frente al Capitolio de Ohio en una protesta organizada por el Partido por el Socialismo y la Liberación, que dijo que sus ramas iniciarían y se unirían a más protestas durante el fin de semana.
Las protestas ocurrieron en otras ciudades, incluyendo Asheville, Carolina del Norte; Atenas, Georgia; Atlanta; Austin, Tejas; Baltimore; Charlotte, Carolina del Norte; Columbus, Ohio; Dallas; Denver; Detroit; Hartford, Connecticut; Houston; Mánchester, Connecticut; Mineápolis; Newark, Nueva Jersey; Filadelfia; Fénix, Arizona; Pittsburgh; y (Universidad de Pittsburgh); Portland, Oregón; Raleigh, Carolina del Norte; Sacramento; Ciudad del Lago Salado; San Diego; San Francisco; Seattle; San Luis; y Troy, Nueva York.

#### 29 de enero
El 29 de enero, los manifestantes se reunieron pacíficamente en las calles de Manhattan con cientos de manifestantes en el Washington Square Park. Miles marcharon en Oakland. Cientos de personas protestaron en el barrio Venice de Los Ángeles, donde Keenan Anderson murió recientemente después de que la policía le aplicara seis descargas eléctricas. En Saint Paul, 300 personas participaron en una protesta frente a la Residencia del Gobernador de Minnesota para pedir la promulgación de medidas de reforma policial, como la eliminación de la inmunidad cualifica para los agentes.
Otras vigilias y protestas ocurrieron el domingo, incluso en Anchorage, Alaska; Bridgeport, Connecticut; Boise, Idaho; Cambridge, Massachusetts; Davis, California; 
 Elizabeth, Nueva Jersey; Escondido, California; Jacksonville, Florida; Knoxville, Tennessee; Louisville, Kentucky; Madison, Wisconsin; Milwaukee; New Haven, Connecticut; Springfield, Misuri; San Petersburgo, Florida; Stockton, California; Urbana, Illinois; y West Chester, Pensilvania.

#### 30 de enero
En Nueva Orleans, más de 70 manifestantes se reunieron en Duncan Plaza y marcharon hacia el centro de la ciudad. Los manifestantes locales que habían perdido a sus seres queridos como resultado de la brutalidad policial estadounidense también participaron en la protesta. Vigilias y protestas también tuvieron lugar en Albuquerque, Atlanta, Chicago, Universidad Estatal de California, Long Beach, Ciudad de Nueva York (Queens), Norwalk, Connecticut, Pittsburgh, Providence, en el skatepark en el que Nichols solía patinar en Sacramento, y Yonkers, Nueva York. La universidad americana en Washington, D. C., realizó una clase virtual para discutir el incidente con un panel de expertos en políticas públicas y legales.

#### Febrero
El día del funeral de Tyre Nichols, una multitud de unas 50 personas se reunió frente a un Wegmans en Johnson City, Nueva York. Los manifestantes corearon «Justicia para Tyro» y también protestaron por otro arresto reciente por parte del Departamento de Policía de Johnson City. Varias personas fueron arrestadas en la protesta y más fueron rociadas con gas pimienta por la policía. También se produjeron protestas en Fort Myers, Florida y en New Ulm, Minnesota. Se llevó a cabo una vigilia en el ayuntamiento de San Francisco.
El 4 de febrero, se llevó a cabo una vigilia por Nichols frente al Metro Courthouse en Nashville, Tennessee. La vigilia, organizada por la Asamblea Black de Nashville, honró a Nichols, así como a Eric Allen, quien recibió un disparo de un oficial en Mount Juliet, en noviembre de 2022.

## Respuesta del gobierno

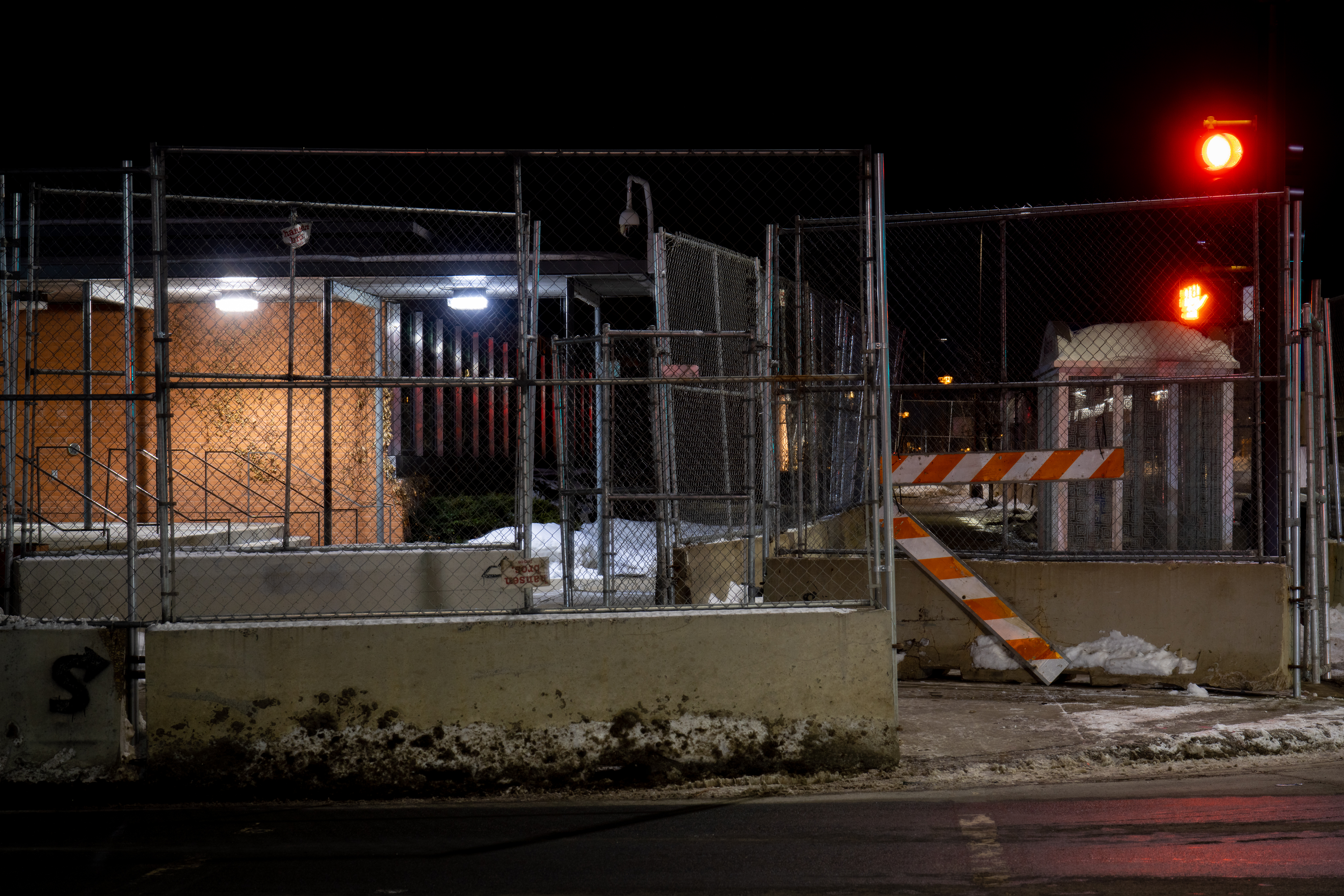
Valla erigida en el quinto recinto policial de Minneapolis poco después de la publicación de las imágenes que muestran la golpiza de Nichols.

El gobernador de Georgia, Brian Kemp, declaró el estado de emergencia, lo que permitió el despliegue de hasta 1000 soldados de la Guardia Nacional hasta el 9 de febrero, en parte debido a los recientes disturbios del estado por la protesta ocupada por Stop Cop City y la muerte de Manuel Esteban Paez Terán. El Departamento de Policía Metropolitana de Washington D. C. activó a «todo el personal jurado».
La administración de Biden habló con los alcaldes de varias ciudades, incluidas Filadelfia, Los Ángeles y Chicago, y ofreció asistencia en caso de protestas.
Antes del lanzamiento del video del 27 de enero, la ATF envió una alerta de precaución a las agencias de aplicación de la ley en el área metropolitana de Minneapolis-Saint Paul para monitorear posibles disturbios y los funcionarios de las ciudades de Minneapolis y Saint Paul revelaron que estaban preparando planes de contingencia.
La gobernadora Sarah Huckabee Sanders autorizó a la Guardia Nacional de Arkansas a reforzar a la policía en el área de West Memphis el 28 de enero «por precaución». La Patrulla de Carreteras de Arkansas cerró los carriles hacia el este del puente I-40 Misisipi que conduce a Memphis, Tennessee debido a las protestas.